# 黄丽
黄丽（1988年12月23日—），生于上海，中国女子場地自由車女子全能運動員。 
黄丽來自上海崇明縣港西镇新港村，小学就讀於崇明县港东中心小学，後來進入崇明体育学校學習，2004年更夺得全国青少年锦标赛的冠军。一開始黄丽主攻场地赛短距离項目，2010年改練中长距离項目，又來又專攻全能項目。她曾參加2012年倫敦奧運會、中华人民共和国第十二届运动会並且奪得後者的女子全能赛冠軍。她也是崇明籍首位中华人民共和国全国运动会冠军以及崇明籍首位参加奥运会比赛的选手。